# امیرآباد (تربت جام)
امیرآباد روستایی در دهستان جامرود بخش مرکزی شهرستان تربت جام استان خراسان رضوی ایران است.

## جمعیت
بر پایه سرشماری عمومی نفوس و مسکن در سال ۱۳۹۵ این روستا بدون جمعیت بوده است.